# Stenotrema edvardsi
Stenotrema edvardsi är en snäckart som först beskrevs av Bland 1856.  Stenotrema edvardsi ingår i släktet Stenotrema och familjen Polygyridae. Inga underarter finns listade i Catalogue of Life.